# Johann van Beethoven

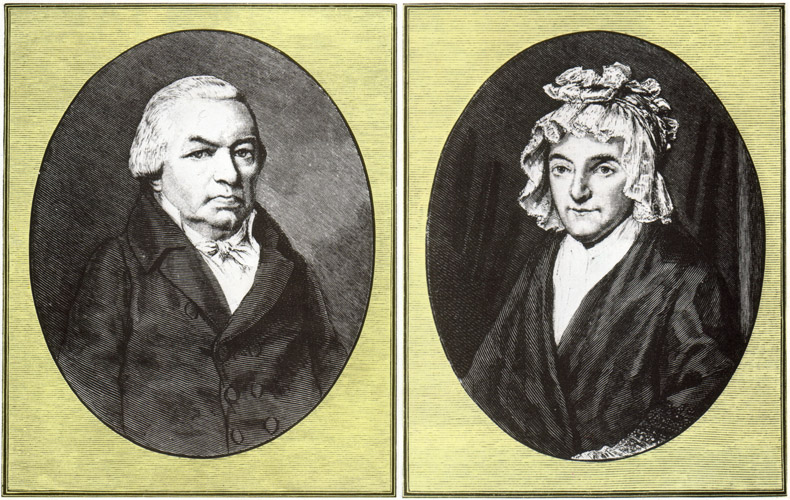
Johann van Beethoven és Maria Magdalena Keverich

Johann van Beethoven (1739 vagy 1740 – 1792. december 18.) flamand-német zenész, tanár, énekes, aki a kölni érsek kápolnájában énekelt Bonnban; Ludwig van Beethoven apja. Johann alkoholista, bántalmazó apa volt, aki gyakran verte fiát; Ludwig tizennyolc évesen jogi úton kényszerítette rá apját, hogy gondoskodjon családjáról. Johann nem sokkal azután meghalt, hogy Ludwig Bécsbe költözött, hogy Joseph Haydnnál tanuljon.
Johann van Beethoven 1752-től mint szoprán I. Kelemen Ágost választófejedelem udvarában énekelt. 1756-ban udvari zenész lett, fizetést is kapott. Ezen felül ének- és zongoratanárként is dolgozott. 27 éves korában feleségül vett egy 21 éves özvegyasszonyt, Maria Magdalena Keverichet, egy Ehrenbreitsteinban élő választófejedelmi szakács leányát. Első férje egy trieri udvari inas volt, akitől egy fiatalon elhunyt fia született. A Beethoven-Keverich házaspárnak öt fia és két leánya született:
- Ludwig Maria (*/† 1769),
- Ludwig (1770–1827) – a zeneszerző –,
- Kasper Anton Carl (1774–1815) – Karl van Beethoven apja –,
- Nicolas Johann (1776–1848),
- Anna Maria Franziska (1779),
- Franz Georg (1781–1783) és
- Maria Margarita Josepha (1786–1787).

1787-ben Johann van Beethoven felesége Maria Magdalena és lánya Maria Margarete Josepha halála után elvesztette az élete irányítását, és alkoholizmusba esett. Ludwig a fiatalabb testvéreinek gondviselője lett, és ezzel összefüggésben apja fizetésének a felét kapta.